# Иван Семерджиев
Иван Панов Семерджиев (Пановчето) е български националреволюционер и лидер на ВРО.

## Биография
Учи в родния си град. Негови съученици са Иларион Драгостинов и Стефан Стамболов. Продължава образованието си в Одеската духовна семинария и Одеския университет.
Прекъсва ученето и се включва в националноосвободителните борби. Работи като учител в Горна Оряховица. За него Анастас Бендерев пише:
„Иван Панов беше най-буйният революционер в Горна Оряховица, та че и в целия окръг-беше голям оптимист, надъхан със страшна омраза към турците, която не скриваше пред никого“.
След гибелта на Васил Левски активно възстановява дейността и подпомага Дряновския частен революционен комитет. Христо Ботев и Стефан Стамболов го изпращат като главен апостол за вътрешността на страната (април 1875).
Разгръща активна дейност в подготовката на Априлското въстание от 1876 г. Център на Първи търновски революционен окръг е Горна Оряховица. Възглавява Горнооряховския частен революционен комитет и подпомага дейността на Стефан Стамболов. Участва в разработването на плана на въстанието в пределите на окръга. Войвода от Горнооряховската чета. На 28 април Стефан Стамболов разрешава четата да се присъедини към четата на поп Харитон. В пределите на града горнооряховските въстаници са обградени. Георги Измирлиев отправя първия изстрел, но силите се оказват неравностойни. Ръководителите на четата Иван Семерджиев и Георги Измирлиев са заловени и по-късно обесени във Велико Търново.
Обесен е заедно с Бачо Киро (войвода на чета от Бяла черква) в Търново на 28 май 1876 г. Погребани са там заедно с други въстаници.
На улица „Йосиф Гурко“ във Велико Търново е издигнат негов паметник.